# EMule X Mod
eMule X Mod，简称X Mod，是基于官方eMule和eMule Xtreme Mod、由中国程序员DolphinX开发的一个自由开源的P2P文件共享软件。它是一个eMule Mod，遵循GNU GPL协议。最初版本发布于2009年4月23日。
X Mod另有一个子项目eMule Lite，主要精简了一些不必要的功能，内存占用比较小。
X Mod和Lite是目前少数有64位版本的eMule Mod。
不能在Windows 9x系统上运行。

## 功能
eMule X Mod开发的主要目的是改善eMule各方面的细节，以提高用户的体验。相对于Xtreme，X Mod主要增强了以下方面的功能：
- 提高eMule的启动速度
- 共享文件的控制
- 文件类型的识别
- 下载历史的文字和类型过滤
- 更好的网页界面
- 增加了悬浮窗
- Upload ban（不要上传给吸血驴）
- 当下载速度大于指定速度时拒绝接受上传
- 支持多种积分系统